# 菊池幸範
菊池 幸範（きくち ゆきのり）は、東京都出身の日本の作曲家、編曲家、サウンドクリエイター。

## 概略
10代の頃にクラシック音楽に心を惹かれ作曲を始める。以前は、ガイナックス、ベイシスケイプ に所属していた。greAir（グリエア）名義でエレクトロ・ミュージックの活動もしている。

## 主な作品
- 赤井孝美画集 プリンセスメーカーとかいろいろ（1996年 全作編曲・効果音）
- 赤井孝美 プリンセスメーカーお父さんの日記帳（1996年 全作編曲・効果音）
- トップをねらえ!濃縮CD-ROM大図鑑（1996年 全作編曲・効果音）
- 今井ひづるドール イン ザ ハウス リンディ（1996年 全作編曲・効果音）
- 鶴田謙二教養画集　MADE IN CHINA（1996年 全作編曲・効果音）
- 草彅琢仁風のユクエ 漂泊の記憶（1996年 全作編曲・効果音）
- 今井ひづるバラエティH（1996年 全作編曲・効果音）
- うたたねひろゆきTouch!（1996年 全作編曲・効果音）
- ストーンウォーカーズ（1996年 全作編曲・効果音）
- テトリスS（1996年 作編曲・効果音）
- クラッピー（1997年 全作編曲・効果音）
- マルちゃんDE グー!!!（1997年 効果音・音声収録・整音）
- くるみミラクル（1997年 作編曲・効果音）作編曲は小川祐司と共同
- マクロス デジタルミッション VF-X（1997年 編曲）作曲は大谷幸
- クジラ物語（1998年 全作編曲・効果音）
- サウンドアイ ジュリアン（1998年 ボーカル曲 作詞/作曲）
- あさりよしとお CD-ROM画集 ヴィスタフカ（1999年 全作編曲・効果音）
- 立体忍者活劇 天誅 忍凱旋（1999年 オープニング用 MA）
- 倫敦精霊探偵団（1999年 サウンドディレクション・作編曲）作編曲は小川祐司と共同
- ブルースティンガー（1999年 全編曲・効果音）作曲は佐橋俊彦
- マクロス VF-X2（1999年 作編曲・効果音）
- 大雪戦（2000年 音声整音）
- 弾丸（2000年 全作編曲・効果音）
- ラブひな 突然のエンゲージ・ハプニング（2000年 作編曲・効果音）
- イルブリード（2001年 全作編曲・効果音）
- プロギアの嵐（2001年 全作編曲・効果音）
- ラブひな スマイル･アゲイン（2001年 サウンドディレクション・作編曲）
- シスタープリンセス（2002年 全作編曲）
- Valiant Force（2016年 作編曲 ベイシスケイプ メンバーと共同）
- CARAVAN STORIES（2017年 効果音・MA ベイシスケイプ メンバーと共同）
- 週刊少年ジャンプ 実況ジャンジャンスタジアム（2018年 作編曲 ベイシスケイプ メンバーと共同）
- 妖神記（2018年 マスタリング）
- 神無月（2018年 マスタリング）
- 十三機兵防衛圏 プロローグ（2019年 作編曲 ベイシスケイプ メンバーと共同）
- 最果てのバベル（2019年 作編曲 ベイシスケイプ メンバーと共同）
- A.N.N.E（2019年 作編曲 ベイシスケイプ メンバーと共同）
- 十三機兵防衛圏　（2019年 作編曲 ベイシスケイプ メンバーと共同）
- ディシディア ファイナルファンタジー4周年記念アレンジBGM（2019年）
- 十三機兵防衛圏アジア版（2020年 作編曲 ベイシスケイプ メンバーと共同）
- ミストトレインガールズ～霧の世界の車窓から～（2020年 作編曲 ベイシスケイプ メンバーと共同/マスタリング）
- 十三機兵防衛圏欧米版（2020年 作編曲 ベイシスケイプ メンバーと共同）
- Shining Beyond（2020年 作編曲 ベイシスケイプ メンバーと共同）
- 幽遊白書：BANG! 靈丸（2020年 作編曲 ベイシスケイプ メンバーと共同）
- カプコンアーケードスタジアム 内収録 プロギアの嵐（2021年）
- A列車で行こう はじまる観光計画 エンディングテーマ「Let's go on a journey」（2021年 マスタリング）
- ラブライブ! スクールアイドルフェスティバル～after school ACTIVITY～わいわい! Home Meeting!!（2021年 システムメニュー）
- 無職転生～ゲームになっても本気だす～（2021年 作編曲 ベイシスケイプメンバーと共同）
- ASTRIA ASCENDING（2021年 作編曲 ベイシスケイプメンバーと共同）
- グリムグリモア OnceMore（2022年 作編曲 ベイシスケイプメンバーと共同）
- タクティクスオウガ リボーン（2022年 オーケストレーション/編曲/ミックス ベイシスケイプメンバーと共同）

### 参加CD
- 超兄貴ショー2（1996年）
- マクロス デジタルミッション VF-X  オリジナルサウンドトラック（1997年）
- マクロス VF-X2 オリジナルサウンドトラック（1999年）
- シスター・プリンセス
  - オリジナルサウンドトラック プラス（2001年）
  - DREAMIN'/LOVE BLOOM（2001年）
- プロギアの嵐
  - オリジナルサウンドトラック（2003年）
  - サウンド&アートコレクション（2014年）
- FINAL FANTASY XII THE ZODIAC AGE Original Soundtrack 初回限定盤 Limited Edition THE ZODIAC AGE （Music Box Arrangementで参加）（2018年）
- 十三機兵防衛圏 オリジナルサウンドトラック（2020年）
- ディシディア ファイナルファンタジー NT オリジナルサウンドトラック『DISSIDIA FINAL FANTASY NT Original Soundtrack Vol.3』（2020年）
- 十三機兵防衛圏 Remix & Arrange Album -The Branched-（2021年）
- ミストトレインガールズ オリジナルサウンドトラック（2021年）
- グリムグリモア OnceMore オリジナルサウンドトラック（2022年）
- タクティクスオウガ リボーン オリジナルサウンドトラック（2022年）

### オリジナル・アルバムCD
- YUKINORI KIKUCHI
  - 少年幻想曲（2000年）
  - INTERNATIONAL HIP SWING（2000年）
  - HE JUST STOOD THERE LOOKING（2000年）
- greAir (YUKINORI KIKUCHI) / MINT DAYS（2016年）